# Liste der brasilianischen Botschafter in Kuba
Die brasilianische Botschaft in Kuba ist im Centro de Negócios Miramar, Av. 3ª entre 70 e 79, Miramar, Edifício Beijing, Escritório 206, untergebracht.
| Ernannt       | Name                                  | Bemerkungen | Mensagem Senado Federal | im Senat des Nationalkongress vorgestellt am | ernannt von                        | akkreditiert während der Regierung von: | Posten verlassen |
| ------------- | ------------------------------------- | --- | ----------------------- | -------------------------------------------- | ---------------------------------- | --------------------------------------- | ---------------- |
| 1911          | Luis Guimarães Filho                  | Geschäftsträger |                         |                                              | Hermes Rodrigues da Fonseca        | José Miguel Gómez                       | 1913             |
| 1912          | Carlos Magalhães de Azeredo           | Ministerresidente |                         |                                              | Hermes Rodrigues da Fonseca        | Mario García Menocal                    |                  |
| 2. Juni 1913  | Raul Régis de Oliveira                | Ministerresidente |                         |                                              | Hermes Rodrigues da Fonseca        | Mario García Menocal                    | 4. Juni 1914     |
| 5. Juni 1914  | keine diplomatische Vertretung        | |                         |                                              |                                    |                                         | 3. Dez. 1916     |
| 4. Dez. 1916  | Alfredo Carlos Alcoforado             | Ministerresidente |                         |                                              | Venceslau Brás Pereira Gomes       | Mario García Menocal                    |                  |
| 9. Aug. 1918  | keine diplomatische Vertretung        | |                         |                                              |                                    |                                         | 22. Nov. 1918    |
| 23. Nov. 1918 | Annibal Velloso Rebello               | außerordentlicher Gesandter und Ministre plénipotentiaire                                                                                         |                         |                                              | Francisco de Paula Rodrigues Alves | Mario García Menocal                    | 5. Feb. 1925     |
| 1925          | Carlos da Silvestra Martins Ramos     | Geschäftsträger |                         |                                              | Artur da Silva Bernardes           | Gerardo Machado                         | 1927             |
| 18. Jan. 1929 | Arthur Guimarães de Araujo Jorge      | |                         |                                              | Washington Luís Pereira de Sousa   | Gerardo Machado                         | 3. Apr. 1929     |
| 3. Apr. 1929  | Carlos Maximiano de Figueiredo        | Geschäftsträger |                         |                                              | Washington Luís Pereira de Sousa   | Gerardo Machado                         | 30. Juni 1929    |
| 30. Juni 1929 | Frederico de Castelo Branco Clark     | |                         |                                              | Washington Luís Pereira de Sousa   | Gerardo Machado                         | 17. Aug. 1932    |
| 17. Aug. 1932 | Américo de Galvâo Bueno               | Geschäftsträger |                         |                                              | Getúlio Vargas                     | Gerardo Machado                         | 17. Okt. 1933    |
| 17. Okt. 1933 | Carlos de Rostaing Lisboa             | |                         |                                              | Getúlio Vargas                     | Ramón Grau San Martín                   | 11. Aug. 1934    |
| 11. Aug. 1934 | Carlos Martins Thompson Flores        | Geschäftsträger |                         |                                              | Getúlio Vargas                     | Carlos Mendieta Montefur                | 18. Sep. 1934    |
| 18. Sep. 1934 | Carlos de Rostaing Lisboa             | |                         |                                              | Getúlio Vargas                     | Carlos Mendieta Montefur                | 22. Mai 1933     |
| 1937          | Edgar Bandeira Fraga de Castro        | Geschäftsträger |                         |                                              | Getúlio Vargas                     | Federico Laredo Brú                     |                  |
| 7. Feb. 1937  | Ciro de Freitas Vale                  | |                         |                                              | Getúlio Vargas                     | Federico Laredo Brú                     | 1. Mai 1937      |
| 1937          | Edgar Bandeira Fraga de Castro        | Geschäftsträger |                         |                                              | Getúlio Vargas                     | Federico Laredo Brú                     |                  |
| 15. Sep. 1937 | José Roberto de Macedo Soares         | |                         |                                              | Getúlio Vargas                     | Federico Laredo Brú                     | 11. Apr. 1938    |
| 1938          | Leopoldo Teixeir Leite Filho          | Geschäftsträger |                         |                                              | Getúlio Vargas                     | Federico Laredo Brú                     |                  |
| 22. Juni 1938 | Sylvio Rangel de Castro               | |                         |                                              | Getúlio Vargas                     | Federico Laredo Brú                     | 10. Mai 1941     |
| 1941          | Leopoldo Teixeira Leite Filho         | Geschäftsträger |                         |                                              | Getúlio Vargas                     | Fulgencio Batista                       |                  |
| 18. Juni 1941 | João Carlos Muniz                     | |                         |                                              | Getúlio Vargas                     | Fulgencio Batista                       | 2. Aug. 1942     |
| 3. Aug. 1942  | Carlos Maximiano de Figueiredo        | außerordentlicher Gesandter und Ministre plénipotentiaire                                                                                         |                         |                                              | Getúlio Vargas                     | Fulgencio Batista                       | 10. Sep. 1943    |
| 1943          | Jorge Emilio de Souza Freitas         | Geschäftsträger |                         |                                              | Getúlio Vargas                     | Fulgencio Batista                       |                  |
| 2. Nov. 1943  | Mario Savard de Saint-Brisson Marques | Botschafter |                         |                                              | Getúlio Vargas                     | Fulgencio Batista                       | 17. Jan. 1945    |
| 18. Jan. 1945 | Carlos de Lima Cavalcanti             | |                         |                                              | José Linhares                      | Ramón Grau San Martín                   | 10. März 1945    |
| 1945          | Jorge Emilio de Souza Freitas         | Geschäftsträger |                         |                                              | José Linhares                      | Ramón Grau San Martín                   |                  |
| 29. Juli 1945 | Carlos Alves de Souza Filho           | |                         |                                              | José Linhares                      | Ramón Grau San Martín                   | 5. Aug. 1949     |
| 1949          | Carlos da Ponte Ribeiro Eiras         | Geschäftsträger |                         |                                              | Eurico Gaspar Dutra                | Carlos Prío                             | 1950             |
| 12. Apr. 1950 | Manuel César de Góis Monteiro         | |                         |                                              | Eurico Gaspar Dutra                | Carlos Prío                             | 30. Juni 1956    |
| 1956          | Braulino Botelho Barbosa              | Geschäftsträger |                         |                                              | Juscelino Kubitschek               | Fulgencio Batista                       |                  |
| 1956          | Luciano Lordsleem                     | Geschäftsträger |                         |                                              | Juscelino Kubitschek               | Fulgencio Batista                       |                  |
| 27. Nov. 1956 | Vasco Leitão da Cunha                 | |                         |                                              | Juscelino Kubitschek               | Fulgencio Batista                       | 13. Jan. 1961    |
| 1961          | Marcos Antônio de Salvo Coimbra       | Geschäftsträger |                         |                                              | Jânio Quadros                      | Osvaldo Dorticós Torrado                |                  |
| 1961          | Carlos Jacyntho de Barros             | Geschäftsträger |                         |                                              | Jânio Quadros                      | Osvaldo Dorticós Torrado                |                  |
| 1961          | José Maria Diniz Ruiz de Gamboa       | Geschäftsträger |                         |                                              | Jânio Quadros                      | Osvaldo Dorticós Torrado                |                  |
| 1961          | Carles Jacyntho de Earros             | Geschäftsträger |                         |                                              | Jânio Quadros                      | Osvaldo Dorticós Torrado                |                  |
| 20. Dez. 1961 | Luís Leivas Bastian Pinto             | [ 1 ] |                         |                                              | Jânio Quadros                      | Osvaldo Dorticós Torrado                | 31. Dez. 1963    |
| 1986          | Ítalo Zappa                           | |                         |                                              | José Sarney                        | Fidel Castro                            | 1990             |
| 1987          | José Viegas Filho                     | Geschäftsträger |                         |                                              | José Sarney                        | Fidel Castro                            | 1990             |
| 29. Mai 1991  | Asdrúbal Pinto de Ulysséa             | [ 2 ] | MSF 82 de 1991          |                                              | Fernando Collor de Mello           | Fidel Castro                            |                  |
| 16. Okt. 1992 | José Nogueira Filho                   | | MSF 309 de 1992         |                                              | Itamar Franco                      | Fidel Castro                            |                  |
| 1. Feb. 1995  | José Nogueira Filho                   | auch in Saint John’s akkreditiert. | MSF 375 de 1994         | 12. Jan. 1995                                | Fernando Henrique Cardoso          | Fidel Castro                            |                  |
| 8. Aug. 1997  | Álvaro Gurgel de Alencar Netto        | [ 3 ] | MSF 246 de 1996         | 8. Aug. 1997                                 | Fernando Henrique Cardoso          | Fidel Castro                            |                  |
| 29. Apr. 1999 | Luciano Martins                       | auch in Saint John’s akkreditiert. | MSF 87 de 1999          | 14. Apr. 1999                                | Fernando Henrique Cardoso          | Fidel Castro                            |                  |
| 25. Apr. 2003 | Tilden Santiago                       | [ 4 ] | MSF 65 de 2003          | 16. Apr. 2003                                | Luiz Inácio Lula da Silva          | Fidel Castro                            |                  |
| 28. März 2006 | Tilden Santiago                       | auch in Saint John’s akkreditiert. | MSF 58 de 2004          | 7. Juli 2004                                 | Luiz Inácio Lula da Silva          | Fidel Castro                            |                  |
| 23. Jan. 2007 | Bernardo Pericás Neto                 | auch in Saint John’s akkreditiert. | MSF 225 de 2006         | 20. Dez. 2006                                | Luiz Inácio Lula da Silva          | Fidel Castro                            |                  |
| 15. Juli 2010 | José Eduardo Martins Felício          | (* 12. September 1950 in Presidente Prudente) Sohn von Aurora Martins Felicio und José Elias Felicio, 16. Februar 2006: Botschafter in Montevideo | MSF 75 de 2010          | 6. Juli 2010                                 | Luiz Inácio Lula da Silva          | Raúl Castro                             |                  |
| 2014          | Cesário Melantonio Neto               | [ 8 ] | MSF 102/2013            | 11. Dez. 2013                                | Dilma Rousseff                     | Raúl Castro                             |                  |